# 轻型商务车

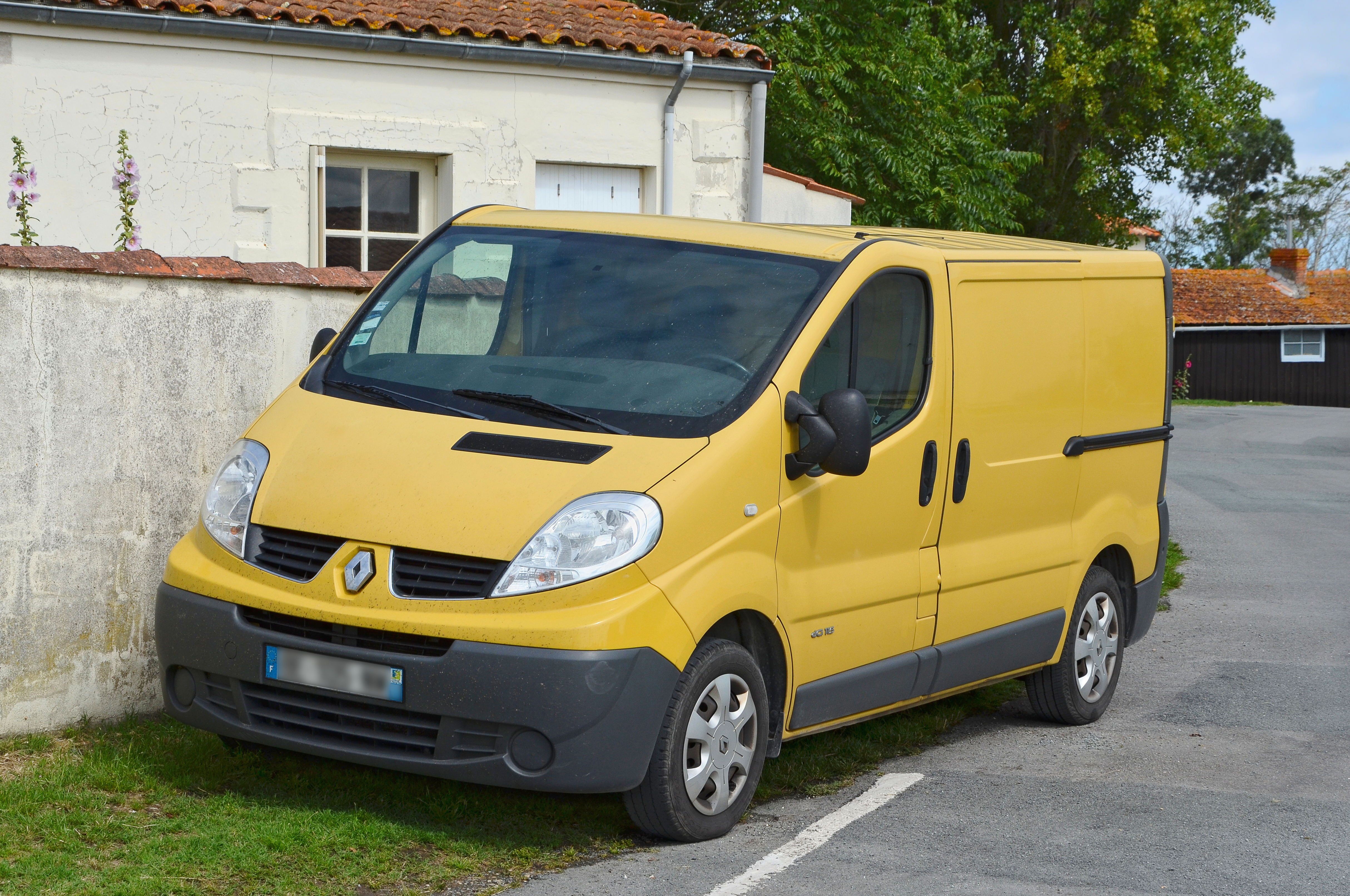
2006 年雷诺 Trafic ，也更名为欧宝/佛賀汽車

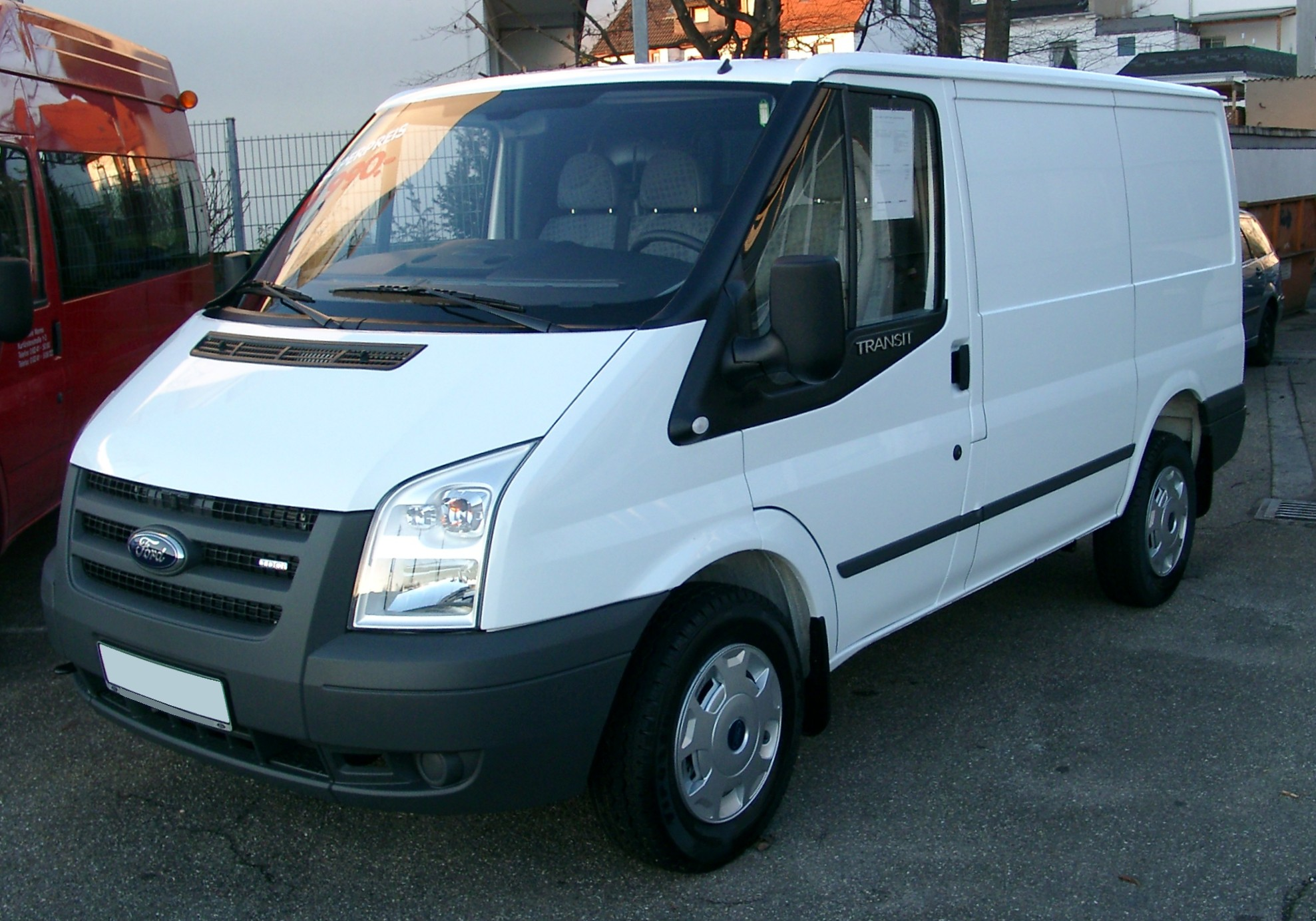
2007 福特全顺

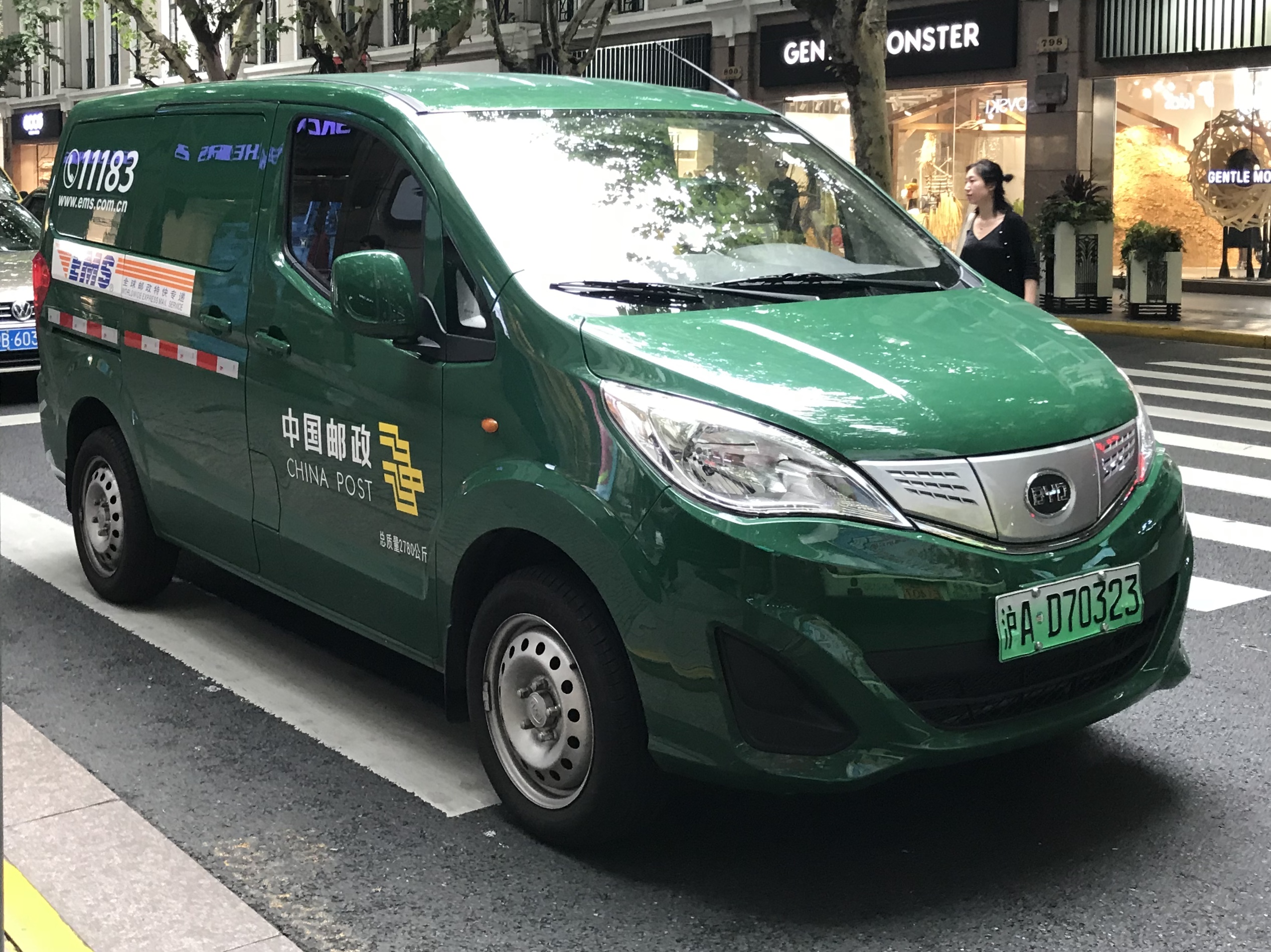
比亚迪T3

轻型商用车（ LCV ）在欧洲联盟、澳大利亞和新西蘭是指车辆总重量不超过 3.5公吨（吨）的商用运输车辆。 加拿大和爱尔兰有时候也會使用輕型商用車為正式名稱（在这些国家，更常用“商用货车”这一术语）。
在英国，轻型货运车的最大总重量限制为3.5吨，驾驶这些车辆无需专业操作员执照。轻型货运通常不依赖配送中心，运输方式多为直运，且可包括单个或多个货物，提供当天或次日送达服务。该类车辆无需行驶记录仪，普通汽车驾照持有人即可驾驶。速度限制为双车道60英里/小时，高速公路70英里/小时。
符合条件的轻型商用车包括皮卡车、厢式货车和三轮车——所有商用货物或客运车辆。 LCV 概念最初是作为紧凑型卡车而创建的，通常经过优化，结构坚固，运行成本低，发动机强劲而省油，适用于城市内运营。

## 销售渠道
上述所有的轻型商用车均通过经销商网络销售。通常，汽车经销商会拥有销售制造商汽车的特许经营权，并且会附加销售 LCV。例外的是梅赛德斯-奔驰，它拥有专门用于重型和轻型商用车的商用车网络；大众，其特许经销商通常拥有独立的货车中心；还有依维柯和五十铃卡车。五十铃卡车销售最高总重 18 吨的商用车，而依维柯则通过其 Daily 货车销售其重型卡车系列，以此作为补充。

## 营销
许多特许经销商也銷售二手轻型商用车，质量较差的车辆则送到专卖店拍卖。有一个庞大的独立二手商用车零售商网络，每月銷售数千辆二手商用车。除了传统的印刷媒体外，LCV 经销商越來越廣泛地使用互联网来帮助销售他们的汽车。